# Geremia Mancini
Geremia Mancini (Manoppello, 11 luglio 1955) è un sindacalista italiano.
È stato Segretario generale dell'Unione Generale del Lavoro da luglio a ottobre 2014.

## Biografia
Nasce a Manoppello (Provincia di Pescara) l'11 luglio 1955. Dipendente del Ministero delle finanze, si iscrive alla Cisnal e nei primi anni '80 diventa Segretario provinciale e poi regionale della Federazione Statali. Dopo le prime attività politiche, è eletto consigliere provinciale e poi comunale di Alleanza Nazionale a Pescara. Nel 1994 fonda il circolo culturale "Destra sociale", che toccherà i 1 000 soci. 
Dal marzo 1996 al 2009 ricopre l'incarico di Segretario regionale UGL Abruzzo. 
Dal 1999 è stato membro della Segreteria confederale UGL, con vari incarichi tra cui "Comunicazione e proselitismo".
È componente dell'ufficio presidenza per l'Abruzzo della Fondazione Antonino Caponnetto di Firenze.
Nel giugno 2013 ha reso possibile la presenza in Abruzzo di Lech Wałęsa, premio Nobel per la pace 1983, conferendogli il riconoscimento la "Lampada del minatore" e rendendo onore al sacrario "Caduti di Marcinelle " (disastro minerario del 1956) a Manoppello. Il 10 ottobre 2014 ha ricevuto dalla Città di Pescara il premio "Ciattè d'oro", con questa motivazione: "Per la costante attenzione ai tasselli della Storia e della memoria collettiva e la dedizione al lavoro e ai suoi risvolti sociali" (il sindaco Marco Alessandrini). 
Il 28 luglio 2014 è eletto segretario generale dell'UGL dal Consiglio nazionale dopo le dimissioni di Giovanni Centrella, coinvolto in una inchiesta giudiziaria. Si è dimesso dalla carica il 29 settembre 2014, dimissioni accettate dal consiglio nazionale a Montesilvano il 28 ottobre che il giorno successivo elegge Paolo Capone nuovo segretario.

## Pubblicazioni
Ha curato i volumi: 
- Schiavi solo delle nostre idee (2008)
- Sindacalismo: dalla Cisnal all'Ugl (2010), per i 60 anni della confederazione sindacale.